# 暗黒虹彩楽典
『暗黒虹彩楽典』（ダークアイリスミュージカルグラマー、Dark Iris Musical Grammar）は、テレビアニメ『中二病でも恋がしたい!』のミニアルバム。2012年12月26日にLantisから発売された。

## 概要
ショートアニメ『中二病でも恋がしたい! Lite』のテーマソングを収録したミニアルバムで、ディスクジャケットには、小鳥遊六花、丹生谷森夏、五月七日くみん、凸守早苗が描かれている。
ZAQが歌う1曲目「君へ」は、ショートアニメ『中二病でも恋がしたい! Lite』オープニングテーマ。ZAQ曰く「騙しのOP」で、スタッフからは「泣きメロで愛している感じ」を依頼されたという。曲のサイズも当初はTVバージョンとして制作したが、オンエア中にフルサイズで作ることを決めたという。
小鳥遊六花（内田真礼）が歌う2曲目「覚醒ラグナロク -暗黒黙示録-」は、六花の勇太に対する想いを歌ったかわいい曲で、歌詞にも中二病を彷彿とさせるフレーズ散りばめられている。そのためレコーディングでは内田に「かわいさ」を重視するよう伝えたという。
CDジャーナルは、「キャラクターごとに作風を変えるZAQに驚かされる作品」と評している。

## 収録曲
（全作詞・作曲・編曲：ZAQ）
1. 君へ [3:06][1]
  - 歌：ZAQ
  - ショートアニメ『中二病でも恋がしたい! Lite』オープニングテーマ
2. 覚醒ラグナロク -暗黒黙示録- [4:12][1]
  - 歌：小鳥遊六花（内田真礼）
3. でいなばよって☆マサリモ [4:39][1]
  - 歌：丹生谷森夏（赤﨑千夏）
4. ひるねぶ Diary [4:39][1]
  - 歌：五月七日くみん（浅倉杏美）
5. Dark Death Decoration [3:50][1]
  - 歌：凸守早苗（上坂すみれ）
6. 漆黒に躍る弧濁覇王節 [3:25][1]
  - 歌：ZAQ
  - ショートアニメ『中二病でも恋がしたい! Lite』エンディングテーマ

## チャート
| チャート                   | 最高位 |
| -------------------------- | ------ |
| オリコン                   | 24     |
| Billboard JAPAN Top Albums | 81     |